# James Adamson
James Adamson (ur. 3 marca 1946 w Warsaw w stanie Nowy Jork) – amerykański lotnik i astronauta.

## Życiorys
W 1969 ukończył studia inżynieryjne i uzyskał stopień oficerski w West Poincie, w 1977 uzyskał dyplom z inżynierii lotniczej i kosmicznej na Uniwersytecie Princeton. Szkolił się na pilota, ukończył United States Naval Test Pilot School, pracował jako pilot doświadczalny na Uniwersytecie Princeton, w Edwards Air Force Base w Kalifornii, w West Poincie, w Patuxent Naval Air Station i Centrum Lotów Kosmicznych imienia Lyndona B. Johnsona w Houston. Ma wylatane ponad 3000 godzin na ponad 30 typach maszyn. Służył podczas misji wojskowych w Wietnamie i Kambodży, ponadto był asystentem profesora aerodynamiki Akademii Wojskowej w West Poincie. 23 maja 1984 został wybrany przez NASA kandydatem na astronautę, przechodził szkolenie na specjalistę misji. W listopadzie 1985 został wybrany do załogi planowanej misji Departamentu Obrony, która jednak została opóźniona z powodu katastrofy Challengera, później był jednym z jedenastu astronautów wybranych do objęcia kierowniczych stanowisk w NASA, pracował w biurze programu wahadłowców jako asystent menadżera integracji ds. inżynieryjnych. W lutym 1988 włączono go do załogi planowanej misji STS-28, pierwszej po katastrofie Challengera, od 8 do 13 sierpnia 1989 jako specjalista misji uczestniczył w misji STS-28 trwającej 5 dni i godzinę; start nastąpił z Centrum Kosmicznego im. Johna F. Kennedy’ego na Florydzie, a lądowanie w bazie Edwards. Od 2 do 11 sierpnia 1992 brał udział w misji STS-43 trwającej 8 dni, 21 godzin i 21 minut. 
Łącznie spędził w kosmosie 13 dni, 22 godziny i 21 minut.
Opuścił NASA w sierpniu 1992.